# Indigofera spinosa
Indigofera spinosa är en ärtväxtart som beskrevs av Peter Forsskål. Indigofera spinosa ingår i släktet indigosläktet, och familjen ärtväxter. Inga underarter finns listade i Catalogue of Life.